# Георг Людвіг Вільгельм Дорелль
Георг Людвіг Вільгельм Дорелль (народився 17 грудня 1793, Клаусталь; † 30 жовтня 1854, Целлерфельд) — німецький гірничий майстер у Целлерфельдському гірничому управлінні та винахідник.

## Життєпис
Дорелл народився 17 грудня 1793 року як син штейгера Карла Августа Дорелла (1752–1808) та його дружини Огюст Елеонори Кох (уроджена Курц, 1758–1828).
Дорелл відвідував гірничу школу Клаусталя з 1812 року, а потім працював на різних шахтах у гірничій промисловості Верхнього Гарца. У 1815 році він перейшов до Фрайберзької гірничої академії і після закінчення навчання став членом присяжних у Кацхютте. З 1822 року він став перевізником у районі Целлерфельда.
У 1824 році Дорелл одружився з Кароліною Шарлоттою Луїс Катенбейн. Його син Отто (1827–1902) народився в 1827 році.
Кажуть, у 1833 році Дорелл, який мав ранг гірничого присяжного, спостерігав, як Кунстюнге Ліхтенберг забивав цвяхи в дерев’яні штоки поршневого насоса, щоб легше було змінити робочий рівень. Саме це і підштовхнуло до винайдення пристрою фаркунст.
У 1841 році Дьорель був призначений оберберг-присяжним, а через сім років — бергмайстером у Целлерфельді.
Дорелл помер 30 жовтня 1854 року у віці 60 років і був похований на кладовищі Целлерфельд.